# Marezige: 100 let od marežganskega upora, 470 let župnije Marezige
Marezige: 100 let od marežganskega upora, 470 let župnije Marezige je zgodovinski zbornik širšega istrskega prostora od prazgodovine do današnjih dni s poudarki na vasi Marezige. Razdeljen je na štiri velika obdobja, ki so vsaka po svoje oblikovala ljudi in krajino. Zbornik je še posebej zanimiv z vidika zgodovine cerkve na tem območju, saj so prvič objavljena arhivska gradiva iz škofijskih arhivov v Kopru in Trstu od leta 1550 dalje. Poročila dajejo vpogled v vsakdanje življenje tistega časa. 
Zaradi maloštevilnosti zgodovinskih virov, ki se nanašajo na marežgansko področje (arhivi so pogoreli v II. svetovni vojni), so ta gradiva dobila mesto v posebnem poglavju o župniji Marezige in v prilogi o starodavni župniji Truške. Zbornik vsebuje izvirno slikovno in fotografsko gradivo. 

### Vsebina po poglavjih
- Darko Darovec: MAREZIGE V STARIH ČASIH
- Martin Šuštar: ŽUPNIJA MAREZIGE
- Salvator Žitko: OD PADCA BENEŠKE REPUBLIKE DO I. SVETOVNE VOJNE
- Salvator Žitko: OD VOJNE DO VOJNE
- Salvator Žitko: DRUGA VOJNA 1941−1945
- Adelina Pahor: O STARI VERI IN STARIH ŠEGAH
- Adelina Pahor: O ZDRAVSTVU
- Petra Trošt: PO LETU 1945
- PRILOGI: ŽUPNIJA TRUŠKE, CADASTRE NATIONAL (del)